# لوله‌کشی

با لوله‌کشی صنعتی (پایپینگ) اشتباه نشود.

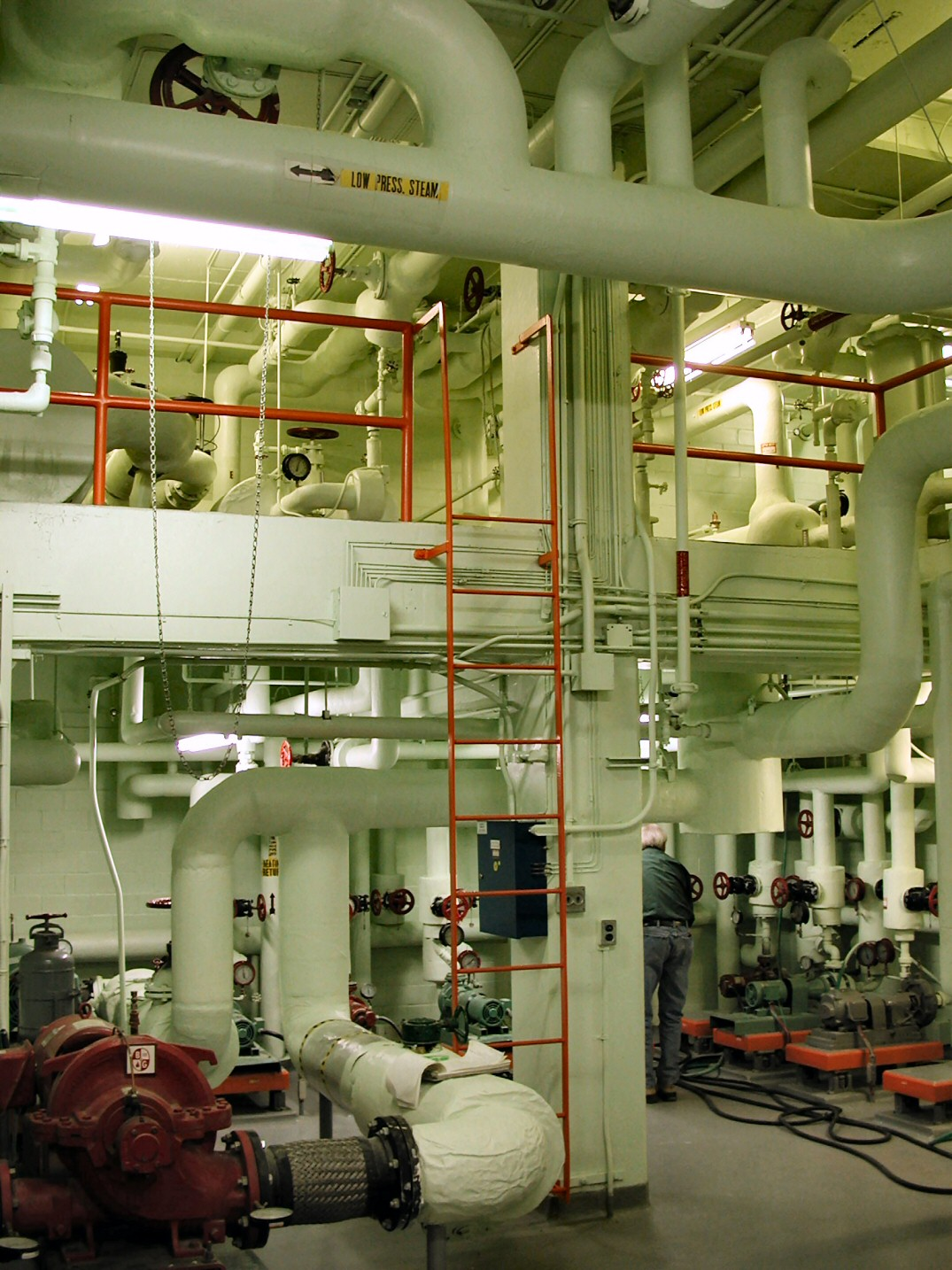
سیستم لوله‌کشی در یک موتورخانه

لوله‌کشی یا پلامینگ (به انگلیسی: Plumbing) به نصب لوله‌های فلزی، پلاستیکی، سیمانی و غیره به منظور انتقال مایعات، گازها، و گاه جامدات کوچک گفته می‌شود.
در صنعت قطعات (درونی) لوله‌کشی می‌توانند از چوب، شیشه، فولاد، آلومینیم، پلاستیک و سیمان ساخته شوند. گاه در صنعت برای قطعات لوله‌کشی از تیتانیم، کروم، و دیگر آلیاژهای فولاد هم استفاده می‌شود.
قطعات درونیِ یک لوله‌کشی معمولاً برای اندازه‌گیری و کنترل فشار، دما و مقدار جریان به‌کار می‌روند.
برای لوله‌کشی در خانه‌ها در قدیم از لوله‌های سربی بهره می‌گرفتند، ولی امروزه لوله‌های غیرسربی برای این منظور به‌کار می‌روند.
لوله‌کشی در خانه‌ها برای انتقال آب و گاز به منازل و باغچه‌ها و تخلیهٔ فاضلاب به‌کار می‌رود. اخیراً از لوله‌های پلی‌پروپیلن (لوله سبز یا لوله سفید پلاستیکی) برای لوله‌کشی آب در منازل، تأسیسات و… استفاده می‌شود.

## کاربرد
لوله‌کشی برای موارد زیر استفاده می‌شود:
- لوله‌کشی سرد و گرم در تأسیسات ساختمانی
- استفاده برای تأسیسات صنعتی
- قابل استفاده جهت انقال مواد شیمیایی (بازی و اسیدی)
- سامانه‌های پنوماتیک و هوای فشرده
- شبکه‌های آبرسانی شهری، صنعتی، کشاورزی

## لوله‌کشی تجاری
لوله‌کشی ساختمان (به انگلیسی: Plumbing) شاخه ای از لوله‌کشی است که برای لوله‌کشی تأسیسات گرمایش و سرمایش، آبرسانی و تخلیه فاضلاب ساختمان‌های مسکونی و عمومی به کار می‌رود که یکی از کارهای اساسی و مهم در هنگام ساخت این ساختمان‌ها می‌باشد و باید طبق اصول و قواعد خاصی و توسط یک لوله‌کش ماهر و مسلط به نقشه لوله‌کشی انجام گردد. در غیر اینصورت هزینه اصلاحات یا تغییرات می‌تواند بسیار بالا رود.

## لوله‌کشی صنعتی

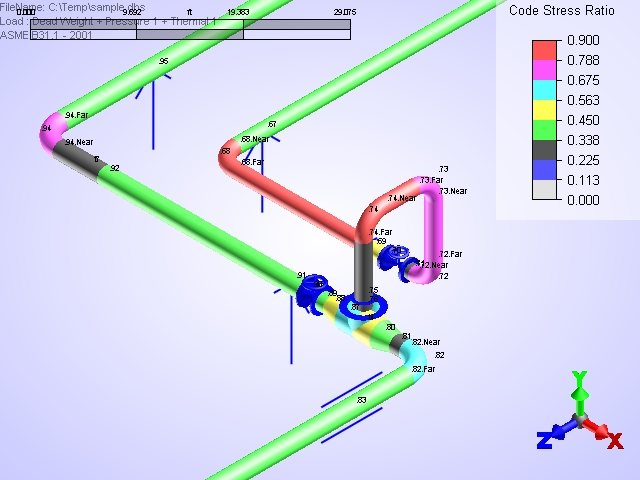
نمایش نقاط تحت فشار لوله‌ها با رنگ‌های گوناگون

لوله‌کشی صنعتی، شاخه‌ای است از فناوری‌های ساخت واحدهای فرایندی (پالایشگاه‌ها، کارخانه‌های پتروشیمی، نیروگاه‌ها و …) که به منزله رگهای درون بدن، اجزای تشکیل دهنده این واحدها را به هم متصل می‌کند. در یک واحد فرایندی مثل پالایشگاه، اجزای گوناگونی وجود دارد، شامل تجهیزات ثابت مثل مخازن، برج‌ها، مبدل‌های گرمایی؛ تجهیزات دوار مثل پمپ‌ها، کمپرسورها و دمنده‌ها؛ و پیوند دهنده دو جزء پیش گفته یا همان لوله‌های درون کارخانه که وظیفه اتصال اجزا را به دوش می‌کشد.
از نقطه نظر مهندسی لوله‌کشی بهینه لوله‌کشی ای است که سیالات را به صورت بهینه انتقال دهد.

## پیشینه

### تخت‌جمشید ایران
چند سال پس از ۵۱۸ پ. م؛ که کارهای هموار کردن زمین برای ساخت تخت‌جمشید انجام شد به ساخت دستگاه آب دَرکُنی تخت‌جمشید پرداختند. نخست در دامنهٔ آن بخش از کوه رحمت که مشرف بر تخت است آبراهه‌هایی ایجاد کردند، و سر این آبراهه‌ها را در یک خندق بزرگ و پهن، که در پشت دیوار شرقی تخت کنده بودند، گذاشتند تا آب باران کوهستان از راه آن خندق به جویبارهایی در جنوب و شمال صفه راه یابد و به دَر رَوَد. بدین‌گونه خطر ویرانی بناهای روی تخت ناشی از سیلاب جاری از کوهستان از میان رفت، اما بعدها که این خندق پُر شد آب باران کوهستان قسمت اعظم برج و باروی شرقی را کند و به درون محوطه کاخ‌ها ریخت و آن‌ها را انباشت، تا این که در هفتاد سال گذشته؛ باستان‌شناسان این خاک‌ها را بیرون ریختند و چهره بناها را دوباره روشن ساختند. بر روی خود صفه، آبراهه‌های زیرزمینی کنده‌اند که از میان حیاط و کاخ‌ها می‌گذشت و آب باران سقف‌ها از راه ناودان‌هایی که مانند لوله بخاری و با آجر و ملاط قیر در درون دیوارهای ستبر خشتی تعبیه کرده بودند، وارد آبراهه‌های زیرزمینی می‌شد و از زیر دیوار جنوبی به دشت و خندقی در آن جا می‌رسید. هنوز بخش‌هایی از این آبراه‌های زیرزمینی و ناودان‌های درون دیوارها را در گوشه‌وکنار تخت‌جمشید می‌توان یافت. هم‌اکنون نیز آب باران‌های شدید زمستانی از این آبراه‌ها به در می‌رود.